# 沙田北
沙田北（英語：Sha Tin North，代號R4）是香港沙田區議會下轄的選區，2023年設立，定為雙議席選區。

## 範圍
現時選區包括馬鞍山新市鎮（大水坑除外），與其接壤的選區有沙田東、西貢區議會的西貢及坑口選區。
投票站設有十三個，分別位於馬鞍山循道衛理小學、宣道會台山陳元喜小學、香港中文大學校友會聯會陳震夏中學、保良局雨川小學、香港道教聯合會純陽小學、利安社區會堂、馬鞍山靈糧小學、明愛馬鞍山中學、吳氏宗親總會泰伯紀念學校、保良局莊啟程小學、馬鞍山聖若瑟中學、馬鞍山聖若瑟小學、恒安社區中心。

## 沿革
2023年香港選舉改革將區議會所有單議席選區取消，沙田定為四個雙議席選區，共選出八席民選議員。沙田北選區由原有單議席的海嵐、頌安、錦濤、馬鞍山市中心、烏溪沙、利安、富龍、錦英、耀安、恒安選區合併而成。
2023年區議會選舉，估算人口有172,770人，選民有116,216人，吸引到三人參選。

## 歷屆議員
| 選區名稱 | 屆別           | 議員   | 政治聯繫 | 政治聯繫 | 議員   | 政治聯繫 | 政治聯繫        |
| -------- | -------------- | ------ | -------- | -------- | ------ | -------- | --------------- |
| 沙田北   | 2024年－2027年 | 蔡惠誠 |          | 民建聯   | 羅伊琳 |          | 新民黨/公民力量 |

## 歷屆選舉結果
| 政党   | 政党            | 候选人    | 票数   | %      | ± |
| ------ | --------------- | --------- | ------ | ------ | - |
|        | 工聯會          | ①. 方浩良 | 8,692  | 30.11% |   |
|        | 新民黨/公民力量 | ②. 羅伊琳 | 9,720  | 33.67% |   |
|        | 民建聯          | ③. 蔡惠誠 | 10,453 | 36.21% |   |
| 多数票 | 多数票          | 多数票    | 733    |        |   |

## 資料來源
1. ↑   (PDF).   [2023年8月23日]. （原始内容 (PDF)存档于2023年10月20日） （繁体中文）.
2. ↑   (PDF).   [2023年11月17日].
3. ↑   (PDF). 選舉管理委員會. 2023-07-11  [2023-08-23]. （原始内容存档 (PDF)于2023-10-15）.
4. ↑   (PDF).   [2023-11-20]. （原始内容存档 (PDF)于2023-11-16）.
5. ↑   (PDF).   [2023-08-23]. （原始内容存档 (PDF)于2023-08-05）.
6. ↑   (PDF).   [2023-11-17]. （原始内容存档 (PDF)于2023-12-03）.